# Angle de dépouille
Pour les articles homonymes, voir Angle (homonymie) et Dépouille.

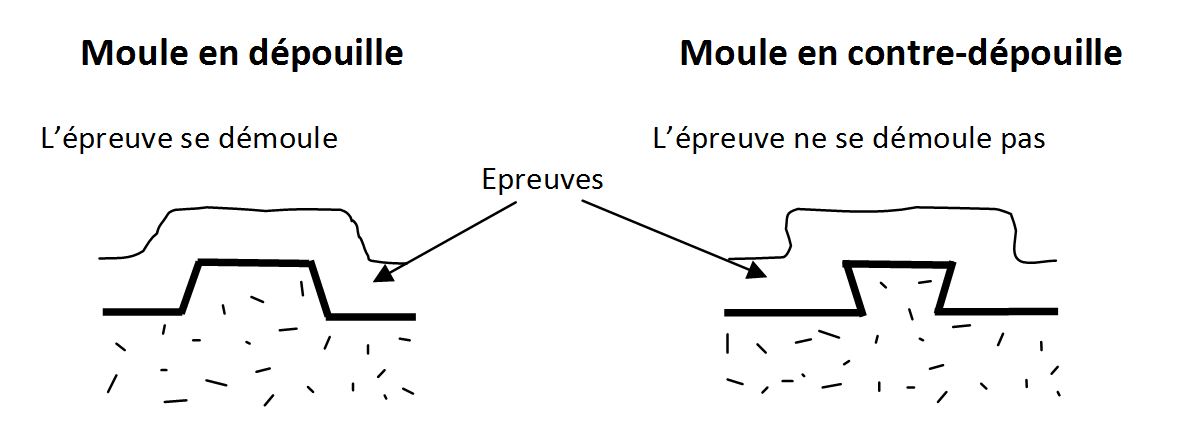
Moule en dépouille et en contre-dépouille.

En moulage, la dépouille ou angle de dépouille est l'inclinaison des parois du moule nécessaire pour faciliter le démoulage de la pièce.
On parle de contre-dépouille lorsque la forme de la pièce interdit un démoulage direct.
Ces notions interviennent dans le moulage en moule rigide, notamment en plasturgie, staff, céramique technique et métallurgie.
La notion d'angle de dépouille est utilisée également en usinage avec une définition analogue.

## Démoulage

### Principes

#### Dépouille et contre-dépouille

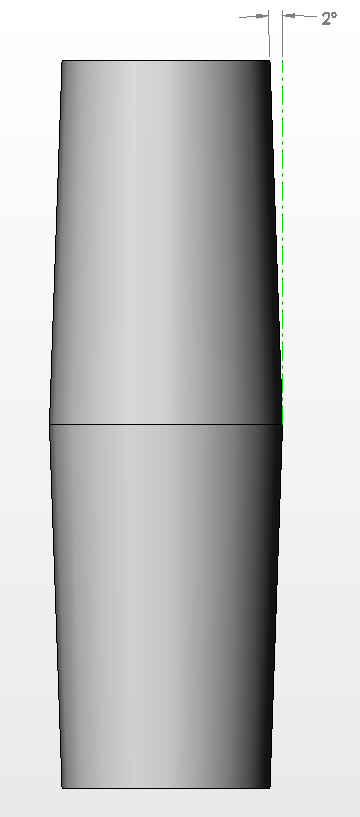
Cylindre pourvu d'un angle de dépouille. Les deux parties du moule sont mobiles verticalement autour du plan d'ouverture horizontal. L'angle de dépouille dégage les parois par rapport à la verticale.

Les formes dites « en dépouille » sont celles qui se démoulent facilement d'un seul tenant,.
Les moules en forme de bols ou de godets lisses par exemple sont des moules en dépouille.
Le moule idéal serait en forme de cône.
Toute indentation, rétention ou cavité qui s'oppose au démoulage direct de la pièce s'appelle une contre-dépouille et il faut un dispositif spécial pour pouvoir la démouler sans dommage.
Dans le cadre des moules rigides, ce dispositif sera par exemple un tiroir qui sortira une partie du moule sur le côté et libèrera le reste du moule dans le sens vertical.
La conception du moule se complique et son coût augmente.
L'angle de dépouille caractérise une face démoulée (ou surface dépouillée) par rapport au sens du démoulage (direction de sortie de la pièce ou « sens de dépouille »),.
Rapporté à l'axe principal d'ouverture du moule, l'angle de dépouille est
- partout positif dans un moule en dépouille,
- négatif dans une contre-dépouille.

La présence d'un angle de dépouille positif réduit les frottements au démoulage (lors de l'extraction ou éjection de la pièce). Si l'angle de dépouille est trop faible il faut exercer une pression plus importante pour éjecter la pièce et on risque de détériorer les deux surfaces en regard.
Ne sont concernées que les faces parallèles au sens du démoulage, là où il y a un risque d'adhérence entre la pièce et le moule.
Autrement dit : la dépouille est utile sur les faces perpendiculaires au plan d'ouverture du moule (ou « ligne de séparation du moule », ou plan de joint). Les faces parallèles au plan d'ouverture du moule n'ont pas de risque d'adhérence donc pas de dépouille.

#### Conception d'un moule
Le principe de base est qu'une paroi parallèle au mouvement risque de créer des adhérences, c'est pourquoi on adopte autant que possible des parois obliques qui s'écartent de l'axe de sortie de la pièce, cet écart forme un angle de dépouille positif.
Il suffit parfois d'un petit angle mais c'est un paramètre à prendre en compte dès la conception du moule.
La valeur minimale à donner à l'angle de dépouille dépend de nombreux facteurs : caractéristiques des matériaux en contact (surface du moule, matériau moulé et poteyage éventuel), température, vitesse d'éjection, pression exercée, retraits dus à la solidification ou au séchage.
L'état de surface du moule joue un rôle important. Un petit angle de dépouille convient sur une surface lisse et polie car l'état de surface est favorable au glissement de la pièce. Dans le cas d'une surface grainée au contraire, les creux minuscules créés à la surface du moule sont autant de contre-dépouilles microscopiques à contrebalancer par un angle de dépouille plus élevé,.

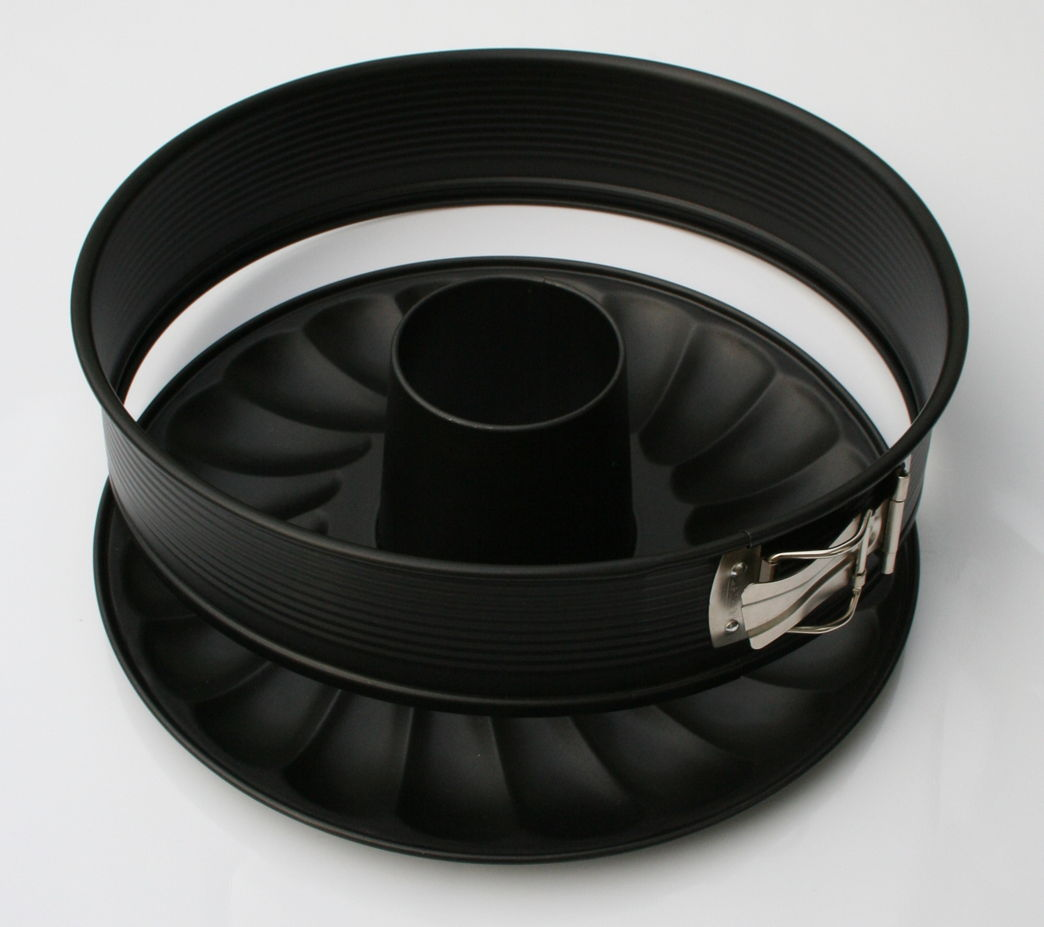
Bord amovible d'un moule à manqué.

Lorsqu'il est possible d'adapter le dessin de la pièce à fonctionnalités inchangées, on cherche généralement à simplifier les surfaces et à se cantonner à un moule en dépouille d'un seul tenant.
Et dans le cas contraire on cherche à minimiser le nombre de composants mobiles et de mouvements. 
Chaque composant ou mouvement ajouté complique la conception du moule et augmente son coût de fabrication.
Finalement, le choix d'isoler telle ou telle partie du moule pour résoudre une contre-dépouille découle à la fois de la géométrie de la contre-dépouille, des contraintes de fabrication du moule (privilégier les composants aux formes simples sans nervures, etc. plus facile à fabriquer par exemple par usinage et polissage) et des contraintes en fonctionnement de chaque composant du moule (solidité, échauffement, équilibre thermique du moule, etc.).

#### Exemple de démoulage

Tiroir de démoulage d'une contre-dépouille.

L'animation ci-contre montre un moule en trois composants :
- une coquille haute mobile vers le haut,
- une coquille basse mobile vers le bas
- et un tiroir mobile vers la droite.

L'animation illustre le remplissage du moule puis les mouvements successifs des parties du moule (en gris et grisé) et de la pièce (en jaune).
On peut noter que la face gauche a un angle de dépouille positif par rapport à l'axe vertical, pas de problème pour la démouler verticalement.
La face droite souffre d'un angle de dépouille négatif par rapport à l'axe vertical, c'est une contre-dépouille, mais ce problème est traité par le décalage horizontal du tiroir.

### Applications du concept

#### Laitages et pâtisseries
Il y a de nombreux produits alimentaires moulés et ils illustrent bien la notion d'angle de dépouille.
Par exemple, en contraste avec le moule à flan qui est un moule en dépouille facile à démouler en faisant glisser le contenu, le pot de yaourt traditionnel est en contre-dépouille : il n'est pas démoulable sauf à briser soit le yaourt, soit le pot.
La forme  cylindrique du pot de yaourt moderne ne présente plus de contre-dépouille caractérisée. Cependant sa  paroi à angle de dépouille faible ou nul ne facilite pas le démoulage, comparé à l'angle de dépouille nettement positif du moule à flan.

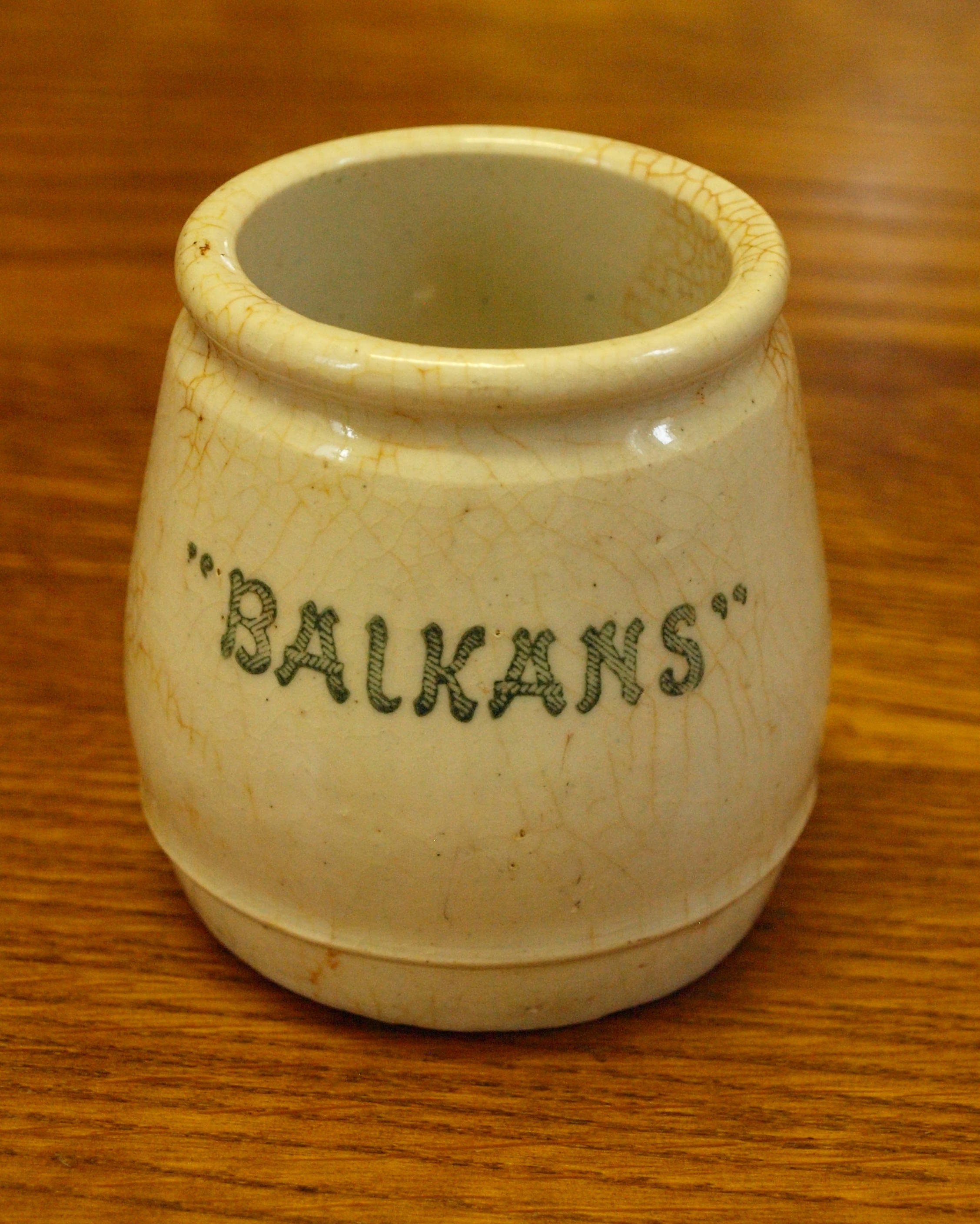
Exemple de contre-dépouille.
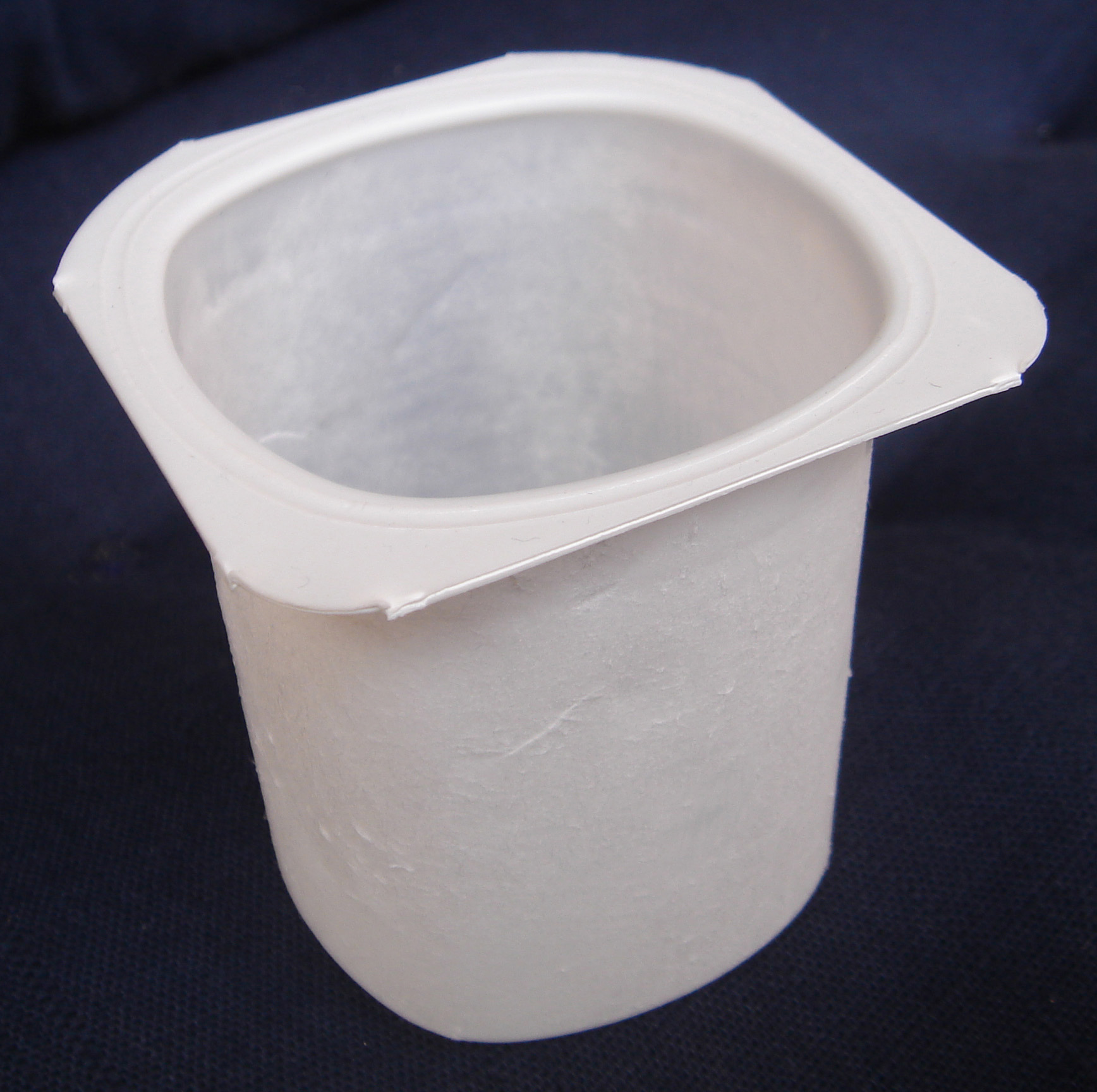
Angle de dépouille presque nul.
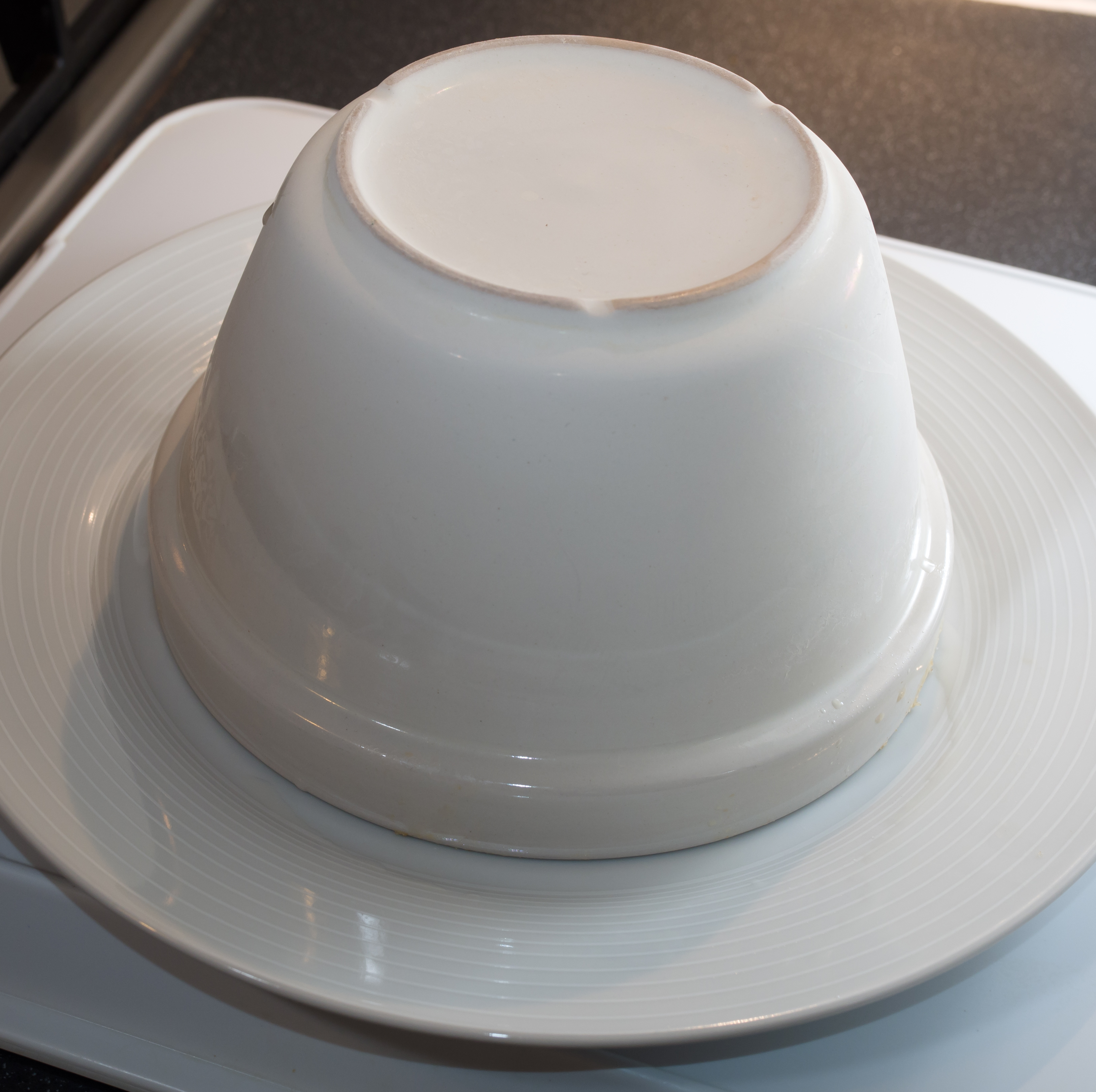
Moule en dépouille. L'angle de dépouille est nettement positif.
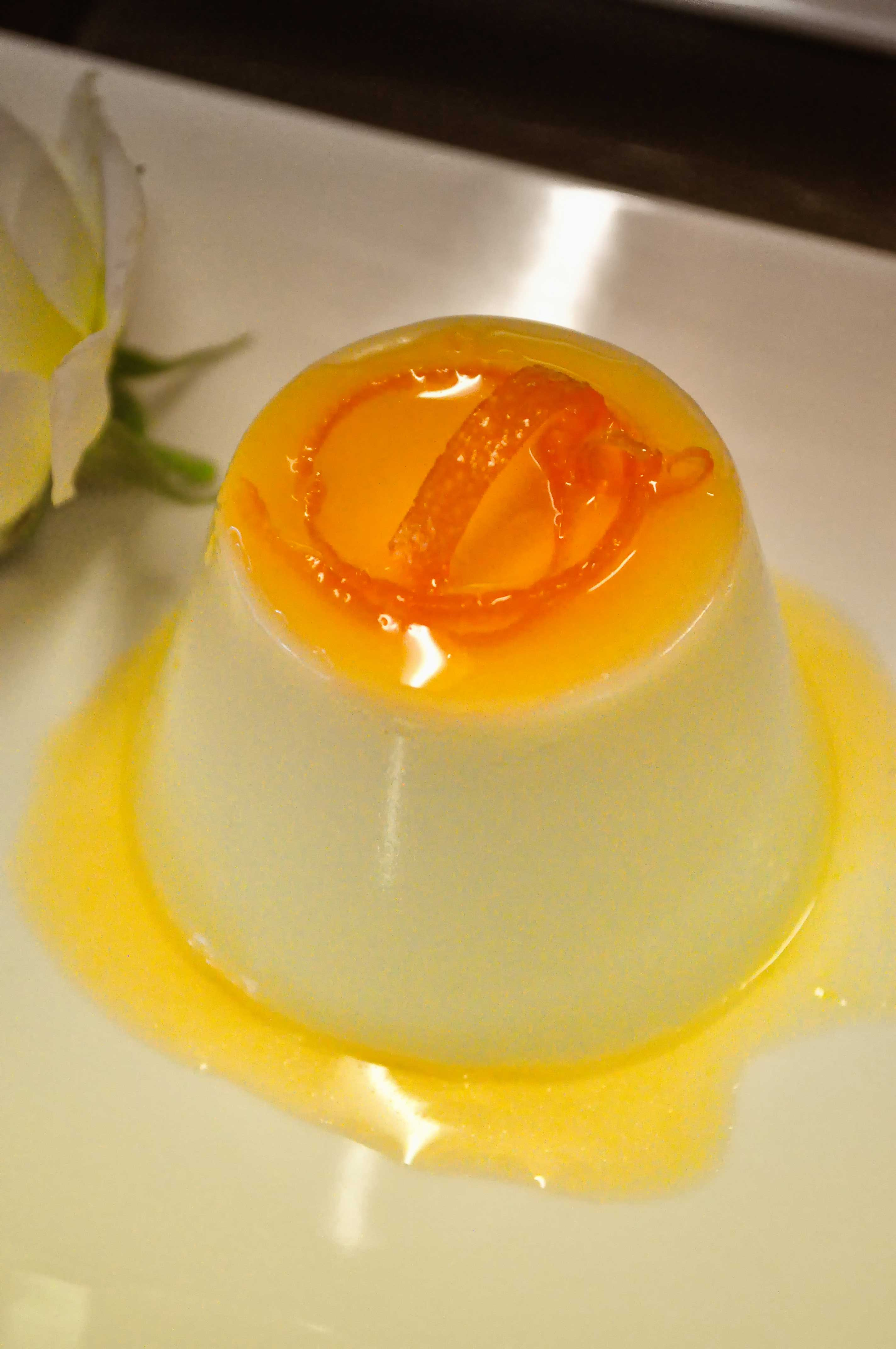
Démoulage facilité par l'angle de dépouille.
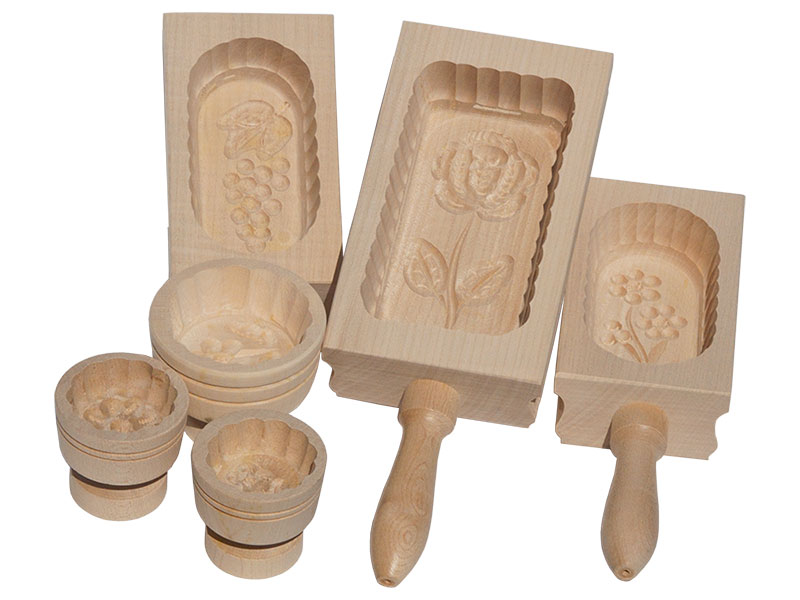
Ces anciens moules à beurre en bois sont des moules en dépouille.

#### Métallurgie
Les lingotières utilisées en sidérurgie sont des exemples de moules en dépouille.
Dépouille et contre-dépouille ont de nombreuses applications en fonderie : par exemple l'utilisation de moules à tiroir en moulage métallique ; ainsi que la confection de noyaux pour résoudre certaines contre-dépouilles dans le cas de la fonderie d'aluminium avec moulage en sable.
L'emboutissage de tôles métalliques, de même que le matriçage ou l'estampage de pièces brutes, ne traitent que des formes en dépouille[réf. souhaitée].

#### Céramique et métallurgie des poudres
Dans les procédés de frittage de poudres métalliques ou céramiques, les formes que l'on peut obtenir sont limitées par les possibilités de démoulage. On utilise d'ailleurs parfois des moules souples en silicone pour agglomérer à froid des préformes complexes qui seraient impossibles à démouler si le moule était rigide. Ces préformes sont ensuite traitées à chaud pour obtenir les propriétés finales du matériau fritté.

#### Verrerie
Le moulage du verre à partir d'un verre fondu et le thermoformage à partir de plaques de verre plat ne traitent que des formes en dépouille[réf. souhaitée].

### Limites du concept

#### Moule souple
L'utilisation de moules souples, lorsqu'elle est possible, permet de s'affranchir du problème de démoulage des contre-dépouilles tout en conservant les avantages des moules réutilisables et d'un seul tenant.
Les contre-dépouilles se démoulent en effet directement si on emploie des moules suffisamment élastiques tels que les moules en silicone utilisés en staff.
Toutefois les matériaux des moules souples actuels sont limités en température[réf. souhaitée] et par conséquent réservés au domaine du moulage à froid ou à faible température.
De plus l'utilisation d'un moule souple ne permet pas d'obtenir les mêmes marges de tolérance que le procédé classique à moule rigide[réf. souhaitée].

#### Moule à usage unique
Le problème des contre-dépouilles disparaît si le moule est détruit pour démouler la pièce, par exemple dans le moulage en sable ou en terre cuite dans la technique de la cire perdue et la sculpture en bronze, également dans le moulage en sable du procédé Disamatic, du procédé Lost Foam, etc.
À noter que le sable se comporte comme un moule réfractaire souple et peut se recycler sans difficulté, la difficulté du procédé se déplace sur la mise en forme du sable[réf. souhaitée].
Le problème des contre-dépouilles et l'utilité d'un angle de dépouille subsistent en effet dans la préparation des moules en sable à partir d'un modèle solide à l'image de la pièce à réaliser, l'angle de dépouille sert dans ce cas à faciliter l'extraction du modèle pendant la confection du moule en sable.
Les modèles qui étaient traditionnellement façonnés en bois ou en alliage métallique, sont désormais de plus en plus souvent en résine.
Les contraintes géométriques pour extraire le modèle sans détériorer le moule n'ont pas changé et on continue par conséquent d'utiliser les notions de dépouille et de contre-dépouille dans ce contexte.
Le moulage en argile combine d'une certaine façon les avantages des moules flexibles et à usage unique en jouant sur la souplesse de l'argile crue. On trouve ce procédé par exemple dans la technique de fonte en moule segmenté inventée par les anciens bronziers chinois puis adoptée au Japon.

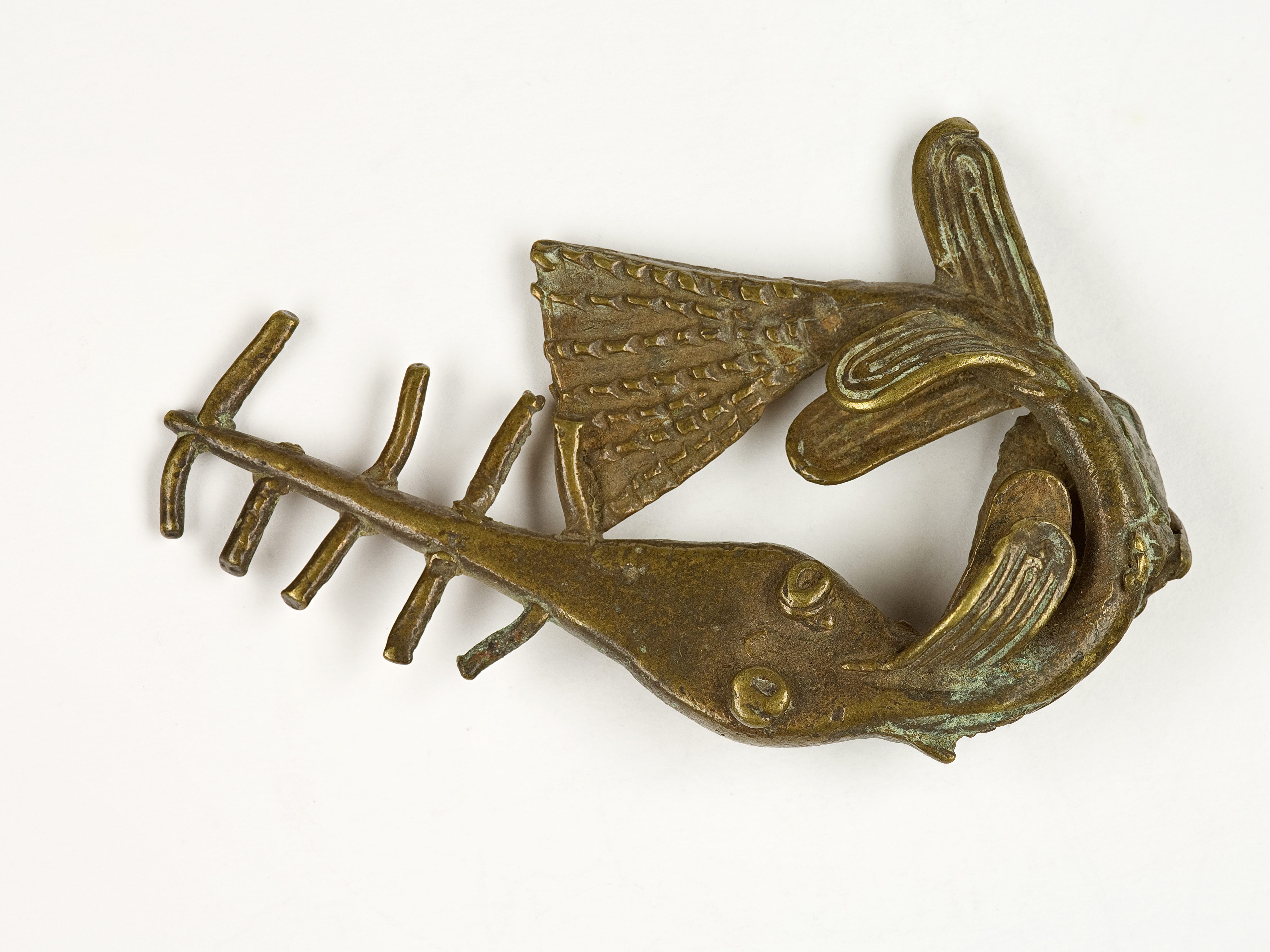
Cire perdue. Poids à peser l’or en forme de poisson-scie. Akan, Afrique de l'Ouest (Muséum de Toulouse).
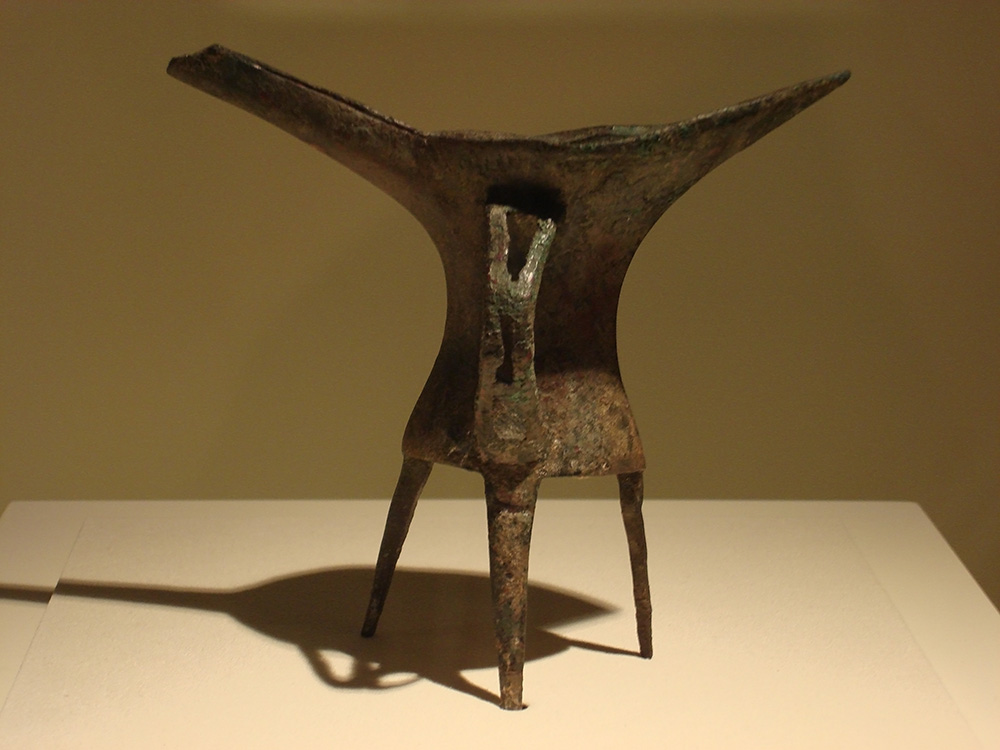
Bronze chinois. Vase rituel de type jue destiné à chauffer l'alcool. Culture d'Erlitou.

## Usinage

### Dépouille en usinage
En usinage, l'outil doit laisser l'espace nécessaire pour évacuer les copeaux. Par analogie avec le problème du démoulage, la surface de l'outil située vis-à-vis de la surface usinée s'appelle « dépouille » et l'angle que doit faire l'outil par rapport à la surface usinée s'appelle « angle de dépouille ».

### Contre-dépouille en usinage
La contre-dépouille en usinage peut se définir comme une cavité à laquelle la fraise ne peut pas accéder. Le problème n'a pas de solution sauf à imaginer d'usiner séparément des parties de la pièce puis à les assembler par exemple par collage.